# تپه سره
تپه سره مربوط به دوران‌های تاریخی پس از اسلام است و در شهرستان بویین زهرا، بخش آوج، روستای خنداب اسدآباد واقع شده و این اثر در تاریخ ۲۲ مرداد ۱۳۸۴ با شمارهٔ ثبت ۱۳۲۷۶ به‌عنوان یکی از آثار ملی ایران به ثبت رسیده است.